# Bulgaars braille
Bulgaars braille is het alfabet voor het braille in het Bulgaars. In het Bulgaars wordt ernaar verwezen als Брайлова азбука (Brajlova azboeka), vertaald: braillealfabet.
Het volgt het unified international braille dat de conventie is voor de meeste braillealfabetten in de wereld. Hierdoor stemmen de toewijzingen van de karakters overeen met andere braillesystemen, zoals Frans braille, Grieks braille, Arabisch braille en meer.
Ondanks dat zowel het Bulgaarse als Russische braille zijn afgeleid van het unified international braille, zijn de toewijzingen van de braillecode aan letters niet identiek.

## Overzicht
| Letter       | А | Б | В | Г | Д | Е | Ж  | З      | И         | Й           |         |
| ------------ | - | - | - | - | - | - | -- | ------ | --------- | ----------- | ------- |
| Braille      |   |   |   |   |   |   |    |        |           |             |         |
| Letter       | К | Л | М | Н | О | П | Р  | С      | Т         | У           |         |
| Braille      |   |   |   |   |   |   |    |        |           |             |         |
| Letter       | Ф | Х | Ц | Ч | Ш | Щ | Ъ  | Ь      | Ю         | Я           |         |
| Braille      |   |   |   |   |   |   |    |        |           |             |         |
| Interpunctie | ? | , | . | : | ; | ! | () | "-open | "-sluiten | Hoofdletter | Cursief |
| Braille      |   |   |   |   |   |   |    |        |           |             |         |